# Cum occasione
Mit der Bulle Cum occasione vom 31. Mai 1653 verurteilte Papst Innozenz X. fünf Sätze des Jansenismus als Häresie. Der Streit schwelte seit dem Werk Augustinus des Cornelius Jansen, das posthum 1640 erschienen und bereits 1642 von Papst Urban VIII. verboten worden war. 
Folgende jansenistische Aussagen verurteilte Papst Innozenz X. als der Lehre der katholischen Kirche widersprechend:
1. Manche Gebote Gottes sind für die gerechten Menschen, auch wenn sie wollen und es versuchen, mit den Kräften, die sie gegenwärtig haben, unerfüllbar; es fehlt ihnen auch die Gnade, durch die sie erfüllbar würden.
2. Der inneren Gnade wird im Zustand der gefallenen Natur niemals widerstanden.
3. Für Verdienst und Missverdienst ist im Zustand der gefallenen Natur beim Menschen nicht die Freiheit von Notwendigkeit erforderlich, sondern es genügt die Freiheit von Zwang.
4. Die Semipelagianer gaben die Notwendigkeit der zuvorkommenden inneren Gnade für die einzelnen Akte, auch für den Anfang des Glaubens, zu; und sie waren darin häretisch, dass sie behaupteten, diese Gnade sei eine solche, der der menschliche Wille widerstehen oder gehorchen könne.
5. Es ist semipelagianisch, zu sagen, dass Christus für schlechthin alle Menschen gestorben sei oder sein Blut vergossen habe; DH 2005: semipelagianum est dicere Christum pro omnibus omnino hominibus mortuum esse aut sanguinem fudisse.

## Quelle
- Heinrich Denzinger, Enchiridion symbolorum, 40. Aufl. 2005, S. 614 f.